# Stowarzyszenie „Łuczniczy Marymont”
Stowarzyszenie „Łuczniczy Marymont” – stowarzyszenie zrzeszające zawodników wyczynowych i rekreacyjnych łucznictwa na warszawskim Marymoncie. Powstało 23 grudnia 2010 roku i kontynuuje tradycje sportowe sekcji łuczniczej RKS Marymont Warszawa, działającej od lat 50. XX wieku do upadku klubu w 2011 roku. Stowarzyszenie należy do Polskiego Związku Łuczniczego. W ramach Stowarzyszenia prowadzone jest szkolenie łucznicze w większości kategorii wiekowych.

## Sukcesy
Do największych sukcesów sportowych zawodników Stowarzyszenia na arenie międzynarodowej zaliczają się:
- 3. miejsce – Puchar Europy Juniorów, Porec, 2012, Kacper Sierakowski, indywidualnie[3]
- 2. miejsce – Puchar Europy Juniorów, Porec, 2012, Paulina Tyszko, kategoria mikst[3]
- 1. miejsce – Puchar Europy Kadetów, Ljubljana, 2013, Maria Chrostowska, zespół[4]
- 2. miejsce – Mistrzostw Świata Juniorów, Wuxi, 2013, Kacper Sierakowski[5]
- 4. miejsce – Mistrzostwa Świata Juniorek Field, Zagrzeb, 2014, Maria Chrostowska[6]
- 3. miejsce – Puchar Europy Kadetów, Klagenfurt, 2015, Kamila Napłoszek, zespół[7]
- 1. miejsce – Puchar Europy Kadetów, Klagenfurt, 2015, Kamila Napłoszek, indywdualnie[7]
- 2. miejsce – klasyfikacja końcowa Pucharu Europy Kadetów, Klagenfurt, 2015, Kamila Napłoszek[8]
- 2. miejsce – klasyfikacja końcowa Pucharu Europy Kadetów, Klagenfurt, 2015, Piotr Starzycki[8]
- 4. miejsce – I Igrzyska Europejskie, Baku, 2015, Sławomir Napłoszek[9]
- 3. miejsce – Grand Prix Europy, Legnica, 2017, Kacper Sierakowski[10]

## Międzynarodowy Memoriał Mieczysława Nowakowskiego[11]
Co roku, pod honorowym patronatem Prezydenta RP, Stowarzyszenie organizuje międzynarodowy turniej łuczniczy upamiętniający osobę Mieczysława Nowakowskiego, wieloletniego trenera RKS Marymont, pedagoga i pomysłodawcy innowacyjnych usprawnień technicznych w dziedzinie łucznictwa. Impreza tradycyjnie odbywa się na terenie torów łuczniczych przy ulicy Potockiej 1, w Warszawie, na terenie OSIR Żoliborz. Konkurują w niej zawodnicy strzelający zarówno z łuków olimpijskich, jak i bloczkowych.

## Działalność prospołeczna
Realizując cele statutowe Stowarzyszenie „Łuczniczy Marymont” angażuje się w inicjatywy społeczne, związane ze sportem. Przykładem jest prowadzenie stanowiska łuczniczego przez na Igrzyskach Sportowych Onko-Olimpiada w 2017 roku, organizowanych przez Fundację Spełnionych Marzeń.

## Zasłużeni działacze i zawodnicy
- Adam Pazdyka – zawodnik, trener
- Maja Stryjecka-Rejmer – zawodniczka, trenerka, wiceprezeska
- Mariusz Wróblewski – zawodnik, trener, prezes
- Sławomir Napłoszek – zawodnik, olimpijczyk z Barcelony
- Kacper Sierakowski – zawodnik, wicemistrz świata juniorów